# Georges Hebdin
Georges Hebdin (19. dubna 1889, Bruggy, Belgie – 26. března 1970) byl belgický fotbalista a reprezentant.
Hrál za belgický klub Royale Union Saint-Gilloise. Zúčastnil se Letních olympijských her 1920 v Antverpách, kde domácí belgický tým získal ve finále zlaté medaile poté, co reprezentace Československa opustila na protest proti verdiktům rozhodčího ve 40. minutě za stavu 2:0 pro Belgii hřiště a byla diskvalifikována. Nastoupil pouze ve čtvrtfinále proti Španělsku (výhra 3:1).